# موجة الحر اليابانية 2018
بلغت درجات الحرارة رقماً قياسياً في اليابان حيثُ أثّرت على مناطق كثيرة في البلاد بحلول شهر تموز/يوليو من عام 2018. شهدت العديد من المناطق درجات حرارة تجاوزت 35 °م (95 °ف) خاصة في كوماغايا التي سجلت درجة حرارة قصوى بلغت 41.1 °م (106.0 °ف) يوم 23 تموز/يوليو أعلى من أي وقت مضى في اليابان. قُتل جرّاء هذا الارتفاع في درجات الحرارة ما لا يقل عن 80 شخصا فيما أُصيب 22.000 آخريين بضربات الشمس التي تطلبت النقل العاجل إلى المستشفيات.

## الخلفية
عقب الفيضانات والانهيارات الأرضية التي استمرت من أواخر يونيو إلى منتصف يوليو/تموز 2018، انتشرت موجة حرارة عبر البر الياباني، خاصة في تلك المحافظات التي تعرضت لأسوء الفيضانات والانهيارات الأرضية مثل هيروشيما، أوكاياما، إهيمه. تسببت موجات الحرارة هذه في إصابة أزيد من 145 شخصا بسكتات دماغية خاصة بعدما وصلت درجات الحرارة إلى 35 °م (95.0 °ف). في 15 تموز/يوليو رصدت 200 محطة من أصل 927 في البلاد درجات حرارة قصوى تجاوزت 35 °م (95.0 °ف). في 23 تموز/يوليو ارتفعت درجة الحرارة إلى حوالي 41.1 °م (106.0 °ف) في كوماغايا و65 كيلومتر (40 ميل) شمال غرب طوكيو. سجّلت العديد من المدن درجات حرارة قاربت الـ 40 °م (104 °ف) في هذا اليوم، أمّا في كيوتو فقد بلغت درجات الحرارة 38 °م (100 °ف) واستمرت لمدة سبعة أيام متتالية لأول مرة منذ القرن التاسع عشر. جدير بالذكر هنا أن وكالة الأرصاد الجوية اليابانية قد اعتبرت هذا الارتفاع غير المسبوق في درجات الحرارة بمثابة كارثة طبيعية وأشارت إلى أن اليابان شهدت «مستويات غير مسبوقة من الحرارة».

## الآثار
لقي 80 شخصا على الأقل حتفهم على الصعيد الوطني بسبب الحرارة فيما أُصيب أكثر من 22.000 آخرين بسكتات دماغية تطلبت نقلهم على وجه السرعة إلى المستشفيات. تركزت نسبة الوفيات بسبب الحرارة في 28 محافظة من أصل 47. قُتل ما بين 15 و22 تموز/يوليو 65 شخصاً بما في ذلك 11 يوم 21 تموز/يوليو وحده و13 يوم 23 تموز/يوليو. في 17 تموز/يوليو أرسل قسم الإطفاء في طوكيو 2900 سيارة إسعاف من أجل احتواء الوضع.
أصدرت وزارة التربية والتعليم تحذيرا إلى المدارس لاتخاذ الاحتياطات اللازمة ضد السكتات الدماغية بسبب الحرارة وذلك عقب وفاة طفل لم يتجاوز السادسة من عمره أثناء تعرضه للشمس في الهواء الطلق. هذا وتجدر الإشارة إلى أن أقل من نصف المدارس في البلاد تتميز بتكييف للهواء وسبق للمسؤولين الحكوميين أن ناقشوا قضية تمديد العطل المدرسية لسلامة الأطفال. علاوة على ذلك فإن الحكومة تُغطي تكلفة تركيب المكيفات داخل المدارس. وكانت شركة كيوشو للطاقة الكهربائية قد عرضت خصم 10 في المئة من راتب العملاء الذين تتجاوز أعمارهم 75 سنة ما بين آب/أغسطس وأيلول/سبتمبر مُقابل دفعها عنهم لفواتير تعزيز استخدام الهواء المكيف.